# Deepin
Deepin（deepinのように表記; 以前はLinux Deepin、Hiweed Linuxとしても知られる）は、Debianの安定版をベースとしたオープンソースのオペレーティングシステム (OS)。DeepinはDDE (Deepin Desktop Environment) を採用しており、これはQtの上にビルドされているほか、Manjaro、Arch Linux、FedoraなどのLinuxディストリビューションでも利用することができる。バージョン15.10では、deppinはまた、KDE Plasmaのウィンドウマネージャにパッチ群を当てたdde-kwinも利用していた。2019年には、ファーウェイがdeppinのプリインストールされたLinuxラップトップパソコンの出荷を開始した。

## 概要
deepinの開発は、中国に本拠を置く、武漢ディーピンテクノロジー有限公司 (中国語: 武漢深之度科技有限公司)によって行われており、この会社はテクニカルサポートや関連サービスから売上を生み出している。
deepinは、Google Chrome、SpotifyやStreamのような、オープンソースやプロプライエタリのプログラムを配布している。また、WPS OfficeやCodeWeaverのCrossOverなど、Deepin Thechnologyによって開発されているソフトウェア群も含む。

## DDE
Deepinは、Deepin DE（DDE）と呼ばれる、Qtで書かれたデスクトップ環境を採用している。このLinuxディストリビューションはまた、dde-kwinと呼ばれる独自のウィンドウマネージャもメンテナンスしている。
Deppinのほかにも、Arch Linuxなどの他のLinuxディストリビューションは、Deepin Desktop Environmentをパッケージリポジトリに含め始めている。また、Manjaroは、コミュニティーサポートによるDeepin Desktop Environmentを用いたバージョンを持つ。このデスクトップ環境は、Fedora 30のソフトウェアリポジトリでも利用可能である。

## 歴史
このLinuxディストリビューションは、2004年にHiweed Linuxとして開発が始められた。
2011年、Deepinの開発チームは、Wuhan Deepin Technologyと呼ばれる会社を設立した。これは、OSの商業的な開発をサポートするためのものである。この会社は、創設の年に事業投資を受けとっている 。
Wuhan Deepin Technologyは、2015年にLinux Foundationに参加している。